# Harpactea azerbajdzhanica
Harpactea azerbajdzhanica este o specie de păianjeni din genul Harpactea, familia Dysderidae, descrisă de Dunin, 1991.
Este endemică în Azerbaijan. Conform Catalogue of Life specia Harpactea azerbajdzhanica nu are subspecii cunoscute.